# Vall d'Aezkoa

Escut de la vall d'Aezkoa

Ubicació de la Vall d'Aezkoa dins de Navarra

Municipis de la vall d'Aezkoa

Vall d'Aezkoa (basc Aezkoa Ibarra) és una vall situada al nord-est de Navarra transversalment als Pirineus a la comarca d'Auñamendi, limitant al nord amb el Vall de Cize (Baixa Navarra), a l'est amb la Vall de Salazar, amb Urraul Alto al sud i amb el Vall d'Artzi, Auritz i Roncesvalls a l'oest.
D'orografia muntanyenca, totes per sota dels 1500 m., denoten que aquí, no obstant això, el Pirineu ha perdut bona part del seu vigor. Boscs imponents de roures i faigs confereixen al paisatge un particular atractiu, que complementen les vives aigües del riu Irati, principal corrent fluvial de la zona. L'hivern propícia en Aezkoa copioses nevades, mentre que els estius són suaus i agradables. La Vall està integrat per nou municipis: Abaurregaina, Abaurrepea, Aria, Aribe, Garaioa, Garralda, Hiriberri, Orbara i Orbaizeta. Les localitats són petites, formades per típics habitatges pirinencs amb parets de pedra emblanquinades i teulades pronunciades.
La ramaderia ha perdut la puixança d'antany, quan interminables ramats d'ovelles recorrien les canyades cap a la Ribera de Navarra abans que arribés l'hivern, els habitants conserven amb zel les arts tradicionals de l'elaboració d'un formatge la fama del qual transcendeix les fronteres de la Comunitat. A més, la llengua pròpia, l'euskera, es manté viu, conservant el dialecte local o aezkera. Molt prop de Aezkoa, es troba la col·legiata de Roncesvalles, fita singular del Camí de Santiago de gran rellevància històric-artística. En la bella planada de Roncesvalles s'assenten els pobles d'Espinal i Burguete, centre turístic comarcal des de principis de segle xx. Seguint la carretera de Roncesvalls a la Baixa Navarra, es descendeix passat el Port d'Ibañeta (1057 m.) fins a Luzaide, bella localitat influenciada per la proximitat de França. El municipi baixnavarrès més proper, travessada la frontera d'Arnegi, és Sant Joan de Peu de Port, que sol ser visitat aprofitant el viatge a Luzaide.